# Атанасий Солунски
Атанас или Атанасий Солунски или Кулакийски (на гръцки: Άγιος Αθανάσιος Κουλακιώτης) е източноправославен светец, новомъченик.

## Биография
Атанасий е роден в солунската паланка Кулакия, тогава в Османската империя, днес Халастра, Гърция. Баща му Полихрус е видин гражданин и с майка му Лулуда са благочестиви християни. Атанасий учи в гръцкото училище в Солун при Атанасий Пароски. По-късно заминава за Ватопед на Атон, където учи при Панайотис Паламас. Заминава за Цариград. Приближен е на патриарх Филимон Александрийски. Връща се на Атон и в родната си Кулакия.
В спор с първенец Атанасий си позволява да цитира мюсюлманския символ на вярата и турчинът обявява, че е направил салават, тоест приел е исляма. Атанасий отрича, но е обвинен пред кадията в Солун. На процеса Атанасий се държи достойно и защитва православната си вяра. Осъден е на смърт и е посечен (или обесен) на Рождество Богородично, 8 септември 1774 г. Просяци-християни погребали мъченика в местността „Света Параскева“. Там в 1897 година е изградена църквата „Света Параскева“. Житието му е съставено от преподобния Никодим Агиорит.